# Eugenia myrcianthes
Eugenia myrcianthes är en myrtenväxtart som beskrevs av Franz Josef Niedenzu. Eugenia myrcianthes ingår i släktet Eugenia och familjen myrtenväxter. Inga underarter finns listade i Catalogue of Life.